# Кескин, Эрен
Эрен Кескин (тур. Eren Keskin; род 24 апреля 1959, Бурса, Турция) — турецкая правозащитница и адвокат. Она является вице-президентом Турецкой ассоциации по правам человека (IHD), а ранее была президентом её стамбульского отделения. Кескин находится в числе соучредителей проекта «Юридическая помощь женщинам, подвергшимся изнасилованию или иным сексуальным надругательствам со стороны национальных сил безопасности», направленного на разоблачение злоупотреблений, от которых страдают женщины в турецких тюрьмах. Кескин арестовывалась, заключалась в тюрьму, против неё подавались многочисленные судебные иски в связи с её правозащитной деятельностью.
В 1995 году Кескин была заключена в тюрьму за свою деятельность и была признана узником совести организацией Amnesty International. В 2002 году органы госбезопасности Турции обвинили её в «пособничестве и подстрекательстве» Рабочей партии Курдистана из-за её активной поддержки использования курдами своего родного языка в Турции. В марте 2006 года турецкий суд приговорил её к 10 месяцам тюремного заключения за оскорбление военных страны. Затем заключение было заменено на штраф в 6000 новых турецких лир, который Кескин отказался выплатить. С 2013 по 2016 год Кескин был главным редактором газеты «Özgür Gündem» и была приговорена в марте 2018 года в общей сложности к 7 годам и 6 месяцам лишения свободы за статьи, опубликованные в этом издании: 5 годам и 3 месяцам тюремного заключения за оскорбление президента и ещё 2 годам и 3 месяцам за «унижение турецкости, Республики, государственных учреждений и органов» в соответствии со статьёй 301 Уголовного кодекса Турции.

## Премии
В 2004 году Кескин была удостоена Ахенской премии мира «за мужественные усилия и деятельность в области прав человека». В 2005 году она получила эслингенскую премии Теодора Геккера за гражданское мужество и политическую честность. В 2018 году Кескин была удостоена Хельсинкской премии гражданского общества от Нидерландского хельсинкского комитета за свою деятельность, основанную на хельсинкских принципах и вносящую свой вклад в их наследие. В 2019 году она стала финалисткой премии Мартина Энналса, где её наградили за исключительную и неустанную борьбу за основные свободы и права в Турции. Из-за запрета на выезд из страны Кескин не смогла присутствовать на церемонии награждения, прошедшей 13 февраля 2019 года.